# Flicka
| Flicka |
| --- |
| Flicka - Betydelse – mänskligt barn av kvinnligt kön - Avgränsning – från födseln till slutet av adolescensen (runt 18 års ålder) - Före och efter – föregås av flickfoster; efterföljs av kvinna - Alternativa ord – tjej, tös |

En flicka, eller i vardagligt språk tjej, är ett mänskligt barn eller ung individ av kvinnligt kön. Åldern då en flicka övergår till att räknas som kvinna varierar i olika samhällen. Ett sätt är att placera den vid myndighetsåldern (i Sverige vid 18 år), en annan vid slutet av den otydligt markerade adolescensen.

## Biologi
Flickor utvecklar kvinnliga kännetecken genom att ärva två x-kromosomer – en från varje förälder. De utvecklar vanligen ett kvinnligt fortplantningssystem.
Flickors kroppar går under puberteten igenom gradvisa förändringar. Puberteten är processen av fysiska förändringar, där ett barns kropp mognar till en vuxen kropp som är kapabel till befruktning genom sexuell fortplantning. Denna process sätts igång via hormonella signaler från hjärnan till könskörtlarna.
Som en reaktion på signalerna, producerar könskörtlarna hormoner som stimulerar könsdriften (jämför Freuds libido) och tillväxten, funktionen och omvandlingen av hjärnan, benen, musklerna, blodet, huden, håret, brösten och de olika könsorganen. Fysisk växt (längd och vikt) accelererar i den första halvan av puberteten och är fullföljd när barnet har utvecklat en vuxen kropp. Puberteten är en process som vanligtvis utspelar sig mellan åldrarna 10 och 14, men dessa åldrar skiljer sig från flicka till flicka.
Den viktigaste milstolpen i flickors pubertet är menarche, början av menstruationen. Denna sker i genomsnitt mellan åldrarna 12 och 13.

## Demografi
Det fanns 2004 enligt Unicefs beräkningar 2,18 miljarder levande personer under 18 år, och av dessa var drygt 1 miljard flickor. Sedan 1700-talet har storleksförhållandet vid födseln mellan flickor och pojkar observerats, och man har kommit fram till att det föds något färre flickor än pojkar (cirka 1050 pojkar per 1000 flickor).
Trots att den internationella konventionen ekonomiska, sociala och kulturella rättigheter har slagit fast att "grundläggande utbildning ska vara obligatorisk och gratis för alla", går färre flickor (59–65 procent) i skola än pojkar (70–74 procent). Det har gjorts globala såväl som regionala kraftansträngningar för att få stopp på denna ojämlikhet (till exempel Millenniemålen), och sedan 1990 har klyftan minskats.

## Etymologi och olika ord
Ordet flicka finns i svensk skrift sedan 1591. Det är av okänt ursprung men kan jämföras med det norska flikkja med betydelsen 'lättsinnig kvinna'.  På nyisländska finns även det besläktade ordet flik med betydelsen 'löst kvinnfolk'.
Alternativa ord med betydelsen ung person av kvinnligt kön är tjej (hämtat från romani) och tös.